# Paula Stone
Paula Stone (Nova York, 20 de gener de 1912 – Sherman Oaks, Los Angeles, Califòrnia, 23 de desembre de 1997) va ser una actriu de teatre i cinema estatunidenca.

## Biografia

### Inicis
El seu pare era l'actor Fred Stone. La seva mare, Allene Crater, actuava juntament amb el seu pare i era cantant. La família tenia un ranxo prop de Lyme, Connecticut, i una casa a Forest Hills, Nova York.
Stone va debutar com a actriu teatral al maig de 1925 a l'Illinois Theater de Chicago, a la peça Stepping Stones, tenia 3 anys. La seva germana, Dorothy Stone, va debutar als 16. Una altra germana, Carol Stone, va ser també actriu.
Ella va actuar amb el seu pare i amb Dorothy a Ripples, un xou estrenat aNew Haven, Connecticut, el gener de 1930. L'espectacle va arribar per primera vegada a Nova York al febrer, al Teatre New Amsterdam. Dorothy, Paula i el seu pare van tornar a actuar a Smiling Faces, obra produïda pels propietaris del Shubert Theatre al 1932. La música i les lletres d'aquesta darrera obra van ser escrites per Mack Gordon i Harry Revel.
Stone va viatjar de gira amb You Can't Take It With You, Idiots Delight, i altres obres. El novembre de 1940 va ser escollida per actuar amb Marcy Wescott en un xou musical de Dennis King.

### Cinema
L'actriu va ser contractada per RKO Ràdio per fer un paper cantat i ballat aHop-Along Cassidy (1935), un musical protagonitzat per William Boyd. El seu segon film, acompanyant a Dick Foran, va ser Treachery Rides The Range (1936), produït per Warner Bros.
Va interpretar el personatge Mabel a The Girl Said No (1937), pel·lícula dirigida per Andrew L. Stone i nominada al Premi Oscar. La seva última cinta va ser Laugh It Off (1939), un musical d'Universal Pictures.

### Ràdio
Stone va anar a classes de cant. Fou contractada per la WBBR de Nova York per donar notícies i parlar del teatre de Broadway. Escrivia els guions del programa i va aconseguir un xou propi al Mutual Radi System, Leave It to the Girls, un programa en el qual un panell de dones tractava sobre temes remesos pels oients. Stone era la presentadora, i el xou es va mantenir i emetre durant quatre anys, fins al 1949. Al 1950 va presentar Hollywood USA, un programa amb notícies del món de l'espectacle i entrevistes a celebritats, que al 1952 es va dir The Paula Stone Program.

### Televisió
Al 1954 Stone va treballar per a Broadway Angels, Inc., a Nova York. Va ser presentadora d'Angel Auditions, un xou televisiu que parlava sobre espectacles de Broadway.

### Vida personal
Paula Stone va anunciar que tenia la intenció de casar-se amb Walter Mason en 1937, la qual cosa finalment no va fer. Sí que es va casar amb el director d'orquestra Duke Daly (conegut com a Duke Dingley) el 16 de juliol de 1939 a Los Angeles. Daly es va allistar a la Real Força Aèria Canadenca el gener de 1942, volant en diverses missions sobre Alemanya. Va morir en combat durant el vol de tornada després d'haver bombardejat Duisburg el 13 de maig de 1943. Paula Stone es va tornar a casar el 1946 amb Michael Sloane, amb qui va tenir dos fills.

## Filmografia
- Hop-Along Cassidy (1935)
- Treachery Rides the Range (1936)
- Two Against the World (1936)
- The Case of the Velvet Claws (1936)
- Trailin' West (1936)
- Xarxa Lights Ahead (1936)
- Swing It Professor (1937)
- Atlantic Flight (1937)
- The Girl Said No (1937)
- Convicts at Large (1938)
- Idiot's Delight (1939)
- Laugh It Off (1939)